# Бисерова (деревня)
Бисерова — деревня в Катайском районе Курганской области. Входит в состав Шутихинского сельсовета.

## История
До 1917 года в составе Бугаевской волости Шадринского уезда Пермской губернии. По данным на 1926 год состояла из 175 хозяйств. В административном отношении входила в состав Шутихинского сельсовета Катайского района Шадринского округа Уральской области.

## Население
| 2010 |
| ---- |
| 155  |

По данным переписи 1926 года в деревне проживало 846 человек (399 мужчин и 447 женщин), в том числе: русские составляли 100 % населения.